# Адольф Совінський
Адольф Ян Совінський, пол. Adolf Jan Sowiński (2 січня 1914, Кельці — 3 грудня 1963, Прушкув) — поет, прозаїк, критик, перекладач. Опублікував багато праць пов'язаних з регіоном Кельце. Перекладав з французької (Франс, Мопассан, Вольтер), німецької (Брехт) та грецької мов (Лукіан)
Нагороджений Кавалерським Хрестом Ордену Відродження Польщі (1955).

## Вибрані твори
- Gospoda zmierzchu (1939) — поезія
- Ściegienny. Wikary z Wilkołazu (1948)
- Lata szkolne. Opowieść o Stefanie Żeromskim (1954)